# Szkíathosz nemzetközi repülőtér
A Szkíathosz nemzetközi repülőtér (IATA: JSI, ICAO: LGSK) Görögország egyik nemzetközi repülőtere, amely Szkíathosz szigeten található. Éves utasforgalma 206 007 fő (2021). Üzemeltetője a Fraport Greece.

## Futópályák
A repülőtér futópályái:
- 01/19 (1628 m, 30 m, aszfalt)

## Forgalom
Az utasforgalom az elmúlt években az alábbi módon változott:
| Utasok száma | 235 071 | 230 489 | 254 905 | 265 773 | 353 083 | 395 001 | 417 153 | 446 219 | 206 007 | 511 611 |
|              | 2009    | 2010    | 2012    | 2013    | 2015    | 2016    | 2018    | 2019    | 2021    | 2022    |

## Légitársaságok és úticélok
2025-ben a Szkíathosz nemzetközi repülőtérről az alábbi járatok indulnak (Utoljára frissítve: 2025-02-9):
| Légitársaság          | Célállomások |
| --------------------- | --- |
| Aegean Airlines       | Szezonális: Athens[forrás?] |
| Air Serbia            | Szezonális charter: Belgrád |
| Avanti Air            | Szezonális charter: Graz, Klagenfurt |
| Austrian Airlines     | Szezonális: Bécs[forrás?] |
| British Airways       | Szezonális: London–City |
| Condor                | Szezonális: München[forrás?] |
| Cyprus Airways        | Szezonális: Larnaca |
| Discover Airlines     | Szezonális: Frankfurt |
| easyJet               | Szezonális: Basel/Mulhouse (kezdődik 2025. június 24), Bristol, London–Gatwick, Manchester, Milan–Malpensa,[forrás?] Naples[forrás?]                                   |
| Edelweiss Air         | Szezonális: Zurich |
| Jet2.com              | Szezonális: Birmingham,[forrás?] Bristol,[forrás?] East Midlands, Leeds/Bradford,[forrás?] London–Stansted,[forrás?] Manchester,[forrás?] Newcastle upon Tyne[forrás?] |
| Neos                  | Szezonális: Milan–Malpensa,[forrás?] Verona[forrás?] |
| Olympic Air           | Athens |
| Scandinavian Airlines | Szezonális charter: Koppenhága, Gothenburg, Oslo, Stavanger, Stockholm–Arlanda                                                                                         |
| Ryanair               | Szezonális: Bari, Bergamo, Bratislava (kezdődik 2025. június 3.), Bukarest–Otopeni, Budapest, Pisa,[forrás?] Prága, Róma–Fiumicino, Szófia, Bécs                       |
| Sky Express           | Athens |
| Smartwings            | Szezonális charter: Prága[forrás?] |
| Sunclass Airlines     | Szezonális charter: Koppenhága, Oslo, Stockholm–Arlanda |
| Transavia             | Szezonális: Párizs–Orly, Amszterdam[forrás?] |
| TUI Airways           | Szezonális: Birmingham,[forrás?] Bristol,[forrás?] East Midlands,[forrás?] London–Gatwick,[forrás?] Manchester,[forrás?] Newcastle upon Tyne[forrás?]                  |
| TUI fly Netherlands   | Szezonális: Amszterdam[forrás?] |
| Volotea               | Szezonális: Bari,[forrás?] Naples,[forrás?] Venice[forrás?] |
| Wizz Air              | Szezonális: Milan–Malpensa, Naples, Róma–Fiumicino |